# Torneio Rio-São Paulo de 1954
O Torneio Rio-São Paulo de 1954 foi a sétima edição do Torneio Rio-São Paulo e teve como campeão o Corinthians.

## História
Os primeiros jogos do Torneio Rio-São Paulo de 1954 serviram para mostrar como o Corinthians seria naquele ano. Em nove partidas, o time ganhou sete. O bicampeonato já parecia estar garantido, mas quando derrotas nos jogos seguintes culminaram na demissão do técnico Rato e na chegada do histórico Oswaldo Brandão.
Na vitória da Portuguesa por 3 a 1 sobre o Botafogo no Estádio do Pacaembu, após briga generalizada, o árbitro carioca Carlos de Oliveira Monteiro, também conhecido como "Tijolo", expulsou os 22 jogadores que estavam em campo, registrando esse jogo o recorde de expulsões no futebol brasileiro até os dias atuais.
O Fluminense chegou à última rodada bastando vencer o Vasco da Gama para ser campeão, pois tinha um ponto de vantagem sobre Corinthians e Palmeiras, que disputariam o Derby Paulista. No Maracanã o Vasco venceu o Fluminense por 1 a 0, enquanto em São Paulo o Corinthians venceu o Palmeiras pelo mesmo placar, sagrando-se campeão.

## Regulamento
O Torneio Rio-São Paulo de 1954 foi disputado pelo sistema de pontos corridos. Dez clubes jogaram em turno único, todos contra todos. A equipe que somou mais pontos foi a campeã.

## Classificação
| Classificação | Classificação | Classificação | Classificação | Classificação | Classificação | Classificação | Classificação | Classificação | Classificação | Classificação |
| Times         | Times         | Pts           | J             | V             | E             | D             | GP            | GC            | SG            |               |
| ------------- | ------------- | ------------- | ------------- | ------------- | ------------- | ------------- | ------------- | ------------- | ------------- | ------------- |
| 1             | Corinthians   | 14            | 9             | 7             | 0             | 2             | 17            | 11            | +6            |               |
| 2             | Fluminense    | 13            | 9             | 6             | 1             | 2             | 18            | 8             | +10           |               |
| 3             | Palmeiras     | 12            | 9             | 5             | 2             | 2             | 15            | 11            | +4            |               |
| 4             | São Paulo     | 10            | 9             | 4             | 2             | 3             | 10            | 11            | -1            |               |
| 5             | Vasco da Gama | 9             | 9             | 4             | 1             | 4             | 14            | 17            | -3            |               |
| 6             | Santos        | 8             | 9             | 4             | 0             | 5             | 16            | 15            | +1            |               |
| 7             | Flamengo      | 7             | 9             | 3             | 1             | 5             | 9             | 13            | -4            |               |
| 8             | Portuguesa    | 6             | 9             | 3             | 0             | 6             | 17            | 19            | -2            |               |
| 9             | America       | 6             | 9             | 3             | 0             | 6             | 18            | 22            | -4            |               |
| 10            | Botafogo      | 5             | 9             | 2             | 1             | 6             | 17            | 24            | -7            |               |

## Campeão
| Torneio Rio-São Paulo de 1954               |
| ------------------------------------------- |
| Sport Club Corinthians Paulista (3º título) |

## Maiores rendas
- Rendas acima de Cr$ 400.000,00, públicos disponíveis.

1. Palmeiras 1-0 São Paulo - Cr$ 686.660,000 - público: estimado em 37.000.
2. Corinthians 1-0 Palmeiras - Cr$ 646.915,000 - público: estimado em 35.000.
3. Flamengo 0-2 Palmeiras - Cr$ 642.281,700 - público: 37.618 (30.442 pagantes)
4. Flamengo 4-1 Vasco da Gama - Cr$ 578.512,000 - público: 46.005 (38.121 pagantes).
5. Fluminense 0-1 Corinthians - Cr$ 548.592,700 - público: 33.398 (25.695 pagantes)
6. Vasco da Gama 1-0 Fluminense - Cr$ 534.094,800 - público: 42.031 (34.139 pagantes).
7. São Paulo 1-0 Corinthians - Cr$ 501.000,000 - público: estimado em 27.000.
8. Fluminense 2-0 Palmeiras - Cr$ 483.449,000 - público: 29.382 (22.474 pagantes).
9. Corinthians 4-1 Vasco da Gama - Cr$ 470.865,000 - público: estimado em 26.000.
10. Santos 2-0 Corinthians - Cr$ 453.520,000 - público: calculado em 25.800.
11. São Paulo 1-1 Fluminense - Cr$ 408.940,00 - público: 22.042.
12. Palmeiras 2-2 Botafogo - Cr$ 402.515,000 - público: estimado em 22.500.